# Коле Амико (Л'Аквила)
Коле Амико (итал. Colle Amico) је насеље у Италији у округу Л'Аквила, региону Абруцо.
Према процени из 2011. у насељу је живело 41 становника. Насеље се налази на надморској висини од 750 м.